# Fundamental växelverkan

Standardmodellen för elementarpartiklar

Fundamental växelverkan, de fyra fundamentala naturkrafterna eller bara växelverkan är de fysikaliska fenomen där partiklar påverkar varandra med krafter. Enligt nuvarande teorier kan all interaktion förklaras utifrån dessa fyra krafter. Exempelvis är friktion resultatet av den elektromagnetiska kraften.
Man räknar idag med fyra typer av växelverkan: stark växelverkan, svag växelverkan, elektromagnetisk växelverkan och gravitation. Den starka växelverkan är den kraft som får atomkärnor att hålla samman. Den svaga kraften är den kraft som orsakar β-sönderfall, och är också den enda kraft som kan få elementarpartiklar att ändra sort. Elektromagnetisk växelverkan är den kraft som ger upphov till elektriska och magnetiska krafter. Gravitationen är den kraft som får saker och ting att falla till marken, och som dominerar ute i rymden.
Hur partiklarna interagerar på kvantnivå anges av standardmodellen. Inom standardmodellen beskrivs hur partiklar interagerar via stark växelverkan, svag växelverkan och den elektromagnetiska kraften. I standardmodellen har den svaga kraften och den elektromagnetiska kraften visats vara olika yttringar av en och samma kraft, elektrosvag kraft, och man talar därför också om tre fundamentala krafter. 

## Växelverkan
De fyra krafterna förmedlas av sina respektive kraftpartiklar. Dessa är för gravitation - graviton, för svag kärnkraft - W- och Z- partiklar (eller bosoner), för stark kärnkraft - gluonen och för den elektromagnetiska kraften - fotonen.
| Växelverkan            | Teori                                            | Kraftbärare         | Relativ styrka1 | Partiklar som påverkas            | Beteende på långt avstånd                                  |
| ---------------------- | ------------------------------------------------ | ------------------- | --------------- | --------------------------------- | ---------------------------------------------------------- |
| Stark växelverkan      | Kvantkromodynamik (QCD)                          | gluon               | 1038            | Kvarkar direkt Hadroner indirekt  | Mot oändligheten för kvarkar 10-15 m räckvidd för hadroner |
| Elektromagnetisk kraft | Kvantelektrodynamik (QED)                        | foton               | 1036            | Alla elektriskt laddade partiklar | {\displaystyle {\frac {1}{r^{2}}}}                         |
| Svag växelverkan       | Elektrosvag teori                                | W-boson och Z-boson | 1025            | Alla kända partiklar              | {\displaystyle {\frac {e^{-m_{W,Z}r}}{r}}}                 |
| Gravitation            | Allmänna relativitetsteorin (inte en kvantteori) | graviton            | 1               | All energi                        | {\displaystyle {\frac {1}{r^{2}}}}                         |

1Ungefärligt. Den exakta styrkan beror på energi och involverade partiklar. 

## Styrka och räckvidd

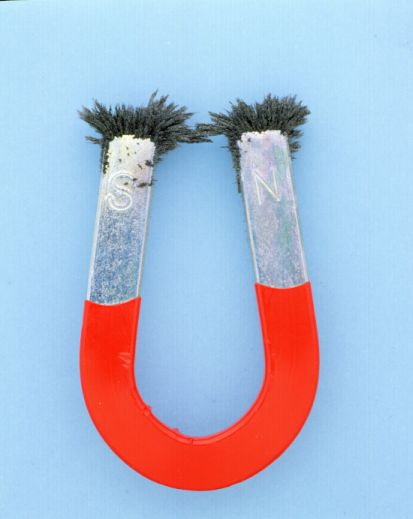
Elektromagnetismen är den näst starkaste av krafterna.

Det är en enorm skillnad på styrkan och räckvidden hos de olika krafterna. 
Den starka kraften är ungefär hundra gånger starkare än den elektromagnetiska, och den svaga kraften har bara en tusendel av elektromagnetiska kraftens styrka. Gravitationen är oerhört mycket svagare: den starka kärnkraften är hela hundra sextiljoner (1038 = 100 000 000 000 000 000 000 000 000 000 000 000 000) gånger starkare än gravitationen. Det kan låta märkligt med tanke på att det är gravitationen som håller våra fötter på marken och som får universums alla himlakroppar att röra sig i sina olika banor. Förklaringen till detta är att gravitationen verkar endast additivt, medan elektromagnetiska plus- och minusladdningar tar ut varandra så att man i makroskopiskt perspektiv endast märker av bråkdelen av dess totala kraft.
Även krafternas räckvidd skiljer sig mycket; gravitationen och elektromagnetismen har oändlig räckvidd, medan de båda kärnkrafterna har mycket liten räckvidd. Anledningen att gravitationen dominerar på längre avstånd är att den elektriska laddningen kan vara positiv eller negativ. En positiv och en negativ laddning nära varandra, till exempel i en atom, tar ut varandra så att den elektromagnetiska kraften oftast i praktiken får en räckvidd på nanometer, till exempel när föremål är i "kontakt" med varandra. Gravitationen har inga negativa massor, den totala kraften bara ökar ju mer massa det är.

## En förenad teori?
Det har visat sig svårt att få alla fyra krafter bakom ett enda ramverk. Den starka och svaga kärnkraften liksom elektromagnetismen binds samman genom kvantmekaniken (se standardmodellen), däremot har det visat sig att gravitationen inte kan förklaras inom denna teori. Den allmänna relativitetsteorin förklarar gravitationen, men har då samtidigt motsatt sig kvantmekaniken. Genom strängteori har fysiker med matematikens hjälp lyckats förena kvantmekanik och relativitetsteori liksom alla de fyra krafterna. Strängteorin saknar dock experimentellt stöd trots lång tids forskning. Detta gör att teorin ofta ifrågasätts och än så länge inte bör betraktas som vedertagen.